# Ornella De Zordo
Ornella De Zordo (La Spezia, 10 dicembre 1949) è un'anglista, traduttrice e politica italiana.

## Biografia
È stata docente di Letteratura inglese presso l'Università di Firenze, dove si è anche laureata. Come anglista ha pubblicato diverse monografie e curato edizioni di autori quali,David Herbert Lawrence (Romanzi, 2 voll., Milano, Mondadori, 1986-90, "I meridiani"), Rudyard Kipling (Racconti dell'India, 2 voll., Milano, Mursia, 1988), Edgar Allan Poe (Tutti i racconti, Milano, Mursia, 1992), Jane Austen (Tutti i romanzi, Roma, Grandi tascabili economici Newton, 1997), Katherine Mansfield (La passione della scrittura, Milano, Baldini & Castoldi, 1999), Norbert Davis (Rendez-vous con il terrore, Torino, Einaudi, 2007).
Da sempre attiva in movimenti e vertenze per la difesa del territorio, dei servizi pubblici e dei diritti, nel 2002 ha preso parte, insieme con Pancho Pardi e Paul Ginsborg, della fondazione del "Laboratorio per la democrazia", nato per ribadire la difesa della democrazia italiana e della Costituzione, in opposizione al governo Berlusconi. Due anni dopo alle elezioni amministrative di Firenze, è stata candidata sindaco dalla lista civica Unaltracittà/Unaltromondo, ottenendo il 12,31% dei voti. È rimasta in consiglio comunale sino al 2014. Nel 2008 e nel 2009 ha curato la pubblicazione della collana editoriale Quaderni d'Inchiesta Urbana sulle principali problematiche cittadine., cui ha fatto seguito una seconda serie nel maggio 2009. 

## Opere principali
- Una proposta anglofiorentina degli anni trenta: the Lungarno series, Firenze, Olschki, 1981
- The parable of transition: a study on D. H. Lawrence and modernism, Pisa, ETS, 1987
- I grandi accordi: strategie narrative nel romanzo di E. M. Forster, Bari, Adriatica, 1992
- En travesti: figurazioni del femminile nella narrativa inglese, Roma, Bulzoni, 1999